# Đoàn Kết, Bù Đăng
Đoàn Kết là một xã thuộc huyện Bù Đăng, tỉnh Bình Phước, Việt Nam.
Xã Đoàn Kết có diện tích 75,65 km², dân số năm 2002 là 3.831 người, mật độ dân số đạt 51 người/km².

## Hành chính
Xã Đoàn Kết được chia thành 7 thôn: 1, 2, 3, 4, 5, 6, 7.

## Lịch sử
Ngày 1 tháng 8 năm 1994, Ban tổ chức Chính phủ ban hành Nghị định số 74-CP về việc thành lập thị trấn Đức Phong trên cơ sở một phần diện tích và dân số của xã Đoàn Kết.
Ngày 5 tháng 4 năm 2002, Chính phủ ban hành Nghị định số 36/2002/NĐ-CP về việc thành lập xã Phước Sơn trên cơ sở 5.500 ha diện tích tự nhiên và 1.690 nhân khẩu của xã Đoàn Kết.
Sau khi điều chỉnh địa giới hành chính, xã Đoàn Kết còn lại 7.565 ha diện tích tự nhiên và 3.831 nhân khẩu.
Ngày 13 tháng 7 năm 2020, HĐND tỉnh Bình Phước ban hành Nghị quyết số 22/NQ-HĐND về việc sáp nhập toàn bộ Thôn 8 vào Thôn 6.